# 維加鳥屬
維加鳥屬是白堊紀晚期南極一類已滅絕的鳥類。它們屬於鸡雁小纲的早期分支。在現今鳥類當中，維加鳥最為接近鴨及鵝，但卻並非其直接祖先。
維加鳥的發現顯示主要的現今鳥類是自白堊紀已經開始分化。這亦證明了現今鳥類的早期分支在中生代就已經存在。
維加鳥的化石標本現正存放在阿根廷拉布拉塔博物館（Museo de La Plata）。這個化石早於1992年就已經在南極的維加島發現，但化石藏在石內，要待2005年才正式被起出及描述。

## 外部連結
- Live Science （页面存档备份，存于）